# Muhammed Ahmed Fárisz
Muhammed Ahmed Fárisz (arab írással محمد أحمد فارس; tudományos átiratban Muḥammad Aḥmad Fāris; Aleppó, 1951. május 26. – Gaziantep, 2024. április 19.) szír kutatóűrhajós. Az Interkozmosz, a Szovjetunió és kelet-európai országok, majd később további csatlakozók közös űrkutatási programja keretében 1987-ben járt a Mir űrállomáson.

## Életpálya
Aleppóban 1973-ban végezte el a kísérleti katonai iskolát. 1985. szeptember 30-tól részesült űrhajóskiképzésben. A szíriai légierő pilótája. Az első szíriai, aki a világűrben űrhajósként teljesített szolgálatot. Összesen 7 napot, 23 órát és 4 percet töltött a világűrben. 1987. július 30-án köszönt el az űrhajósoktól, visszatért katonai szolgálati helyére.

## Űrrepülések
1987. július 22-én a Szojuz TM–3 szállító űrhajóval jutott a Mir űrállomásra. Az űrhajó parancsnoka Alekszandr Sztyepanovics Viktorenko, fedélzeti mérnöke Alekszandr Pavlovics Alekszandrov volt. A szakmai program befejezését követően a Szojuz TM–2 „elöregedett” űrhajóval tértek vissza. 1987. július 30-án Arkalik városától 80 kilométerrel értek Földet.

## Tartalék űrhajós
Munír Habíb Habíb kiképzett pilóta-űrhajós.

## Szakmai sikerek
- Bélyegen is megörökítették az űrrepülését. Viselheti az űrhajós jelvényt.
- Megkapta a külföldieknek adható Szovjetunió Hőse kitüntetést, valamint a Lenin-rendet.
- Több katonai és polgári kitüntetés tulajdonosa.